# Die Strafe
Die Strafe ist eine 1992 gegründete Punkband aus Mönchengladbach, die seit ihrer Gründung immer in derselben Besetzung gespielt hat. Die Band hat bisher vier Alben und mehrere Singles veröffentlicht. Die Strafe macht minimalistischen, melodischen, manchmal düster angehauchten Punkrock mit deutschen Texten.

## Geschichte
Nach der Veröffentlichung der ersten EP im Jahr 1994, eine 7"-Single, deren Lieder von der Band selber mit Unterstützung von Junge, dem Sänger von EA80 im Proberaum aufgenommen und in Eigenregie herausgebracht wurde, wurden Fanzines und das Label Beri Beri Records aus Hamburg auf die Band aufmerksam. Dort erschien ein Jahr später das erste Album von Die Strafe, im Folgejahr das zweite. Beide Veröffentlichungen gab es zunächst nur auf Vinyl. Erst im Jahr 1996 wurden beide Alben auf CD veröffentlicht.
Obwohl Die Strafe seit ihrer Gründung immer wieder Auftritte im gesamten Bundesgebiet hatte und sich faktisch nie aufgelöst hat, gab es längere Pausen in den Veröffentlichungen, bis im Jahr 2008 das dritte Album (als LP und CD) und 2015 das vierte Album erschien (als LP mit mp3-Downloadcode sowie als CD).
2015 imitierte die Band das bekannte Fackel-Video der Trierer NPD, das kurz vorher auf Grund seiner Obskurität und der vor allem rhetorischen Unbeholfenheit der rechtsextremen Akteure viral gegangen war. In der Parodie stellen Die Strafe das Video als Höhlenmenschen verkleidet nach. Aus dem Slogan „Buntes Trier, nicht mit mir — 444!“ wurde „333 — mein Gehirn ist Brei“.

## Musikstil
Die Band kommt wie EA80 aus Mönchengladbach und ist mit dieser befreundet. Der musikalische Stil ist ähnlich: düsterer Punkrock mit eher anspruchsvollen, hintergründigen Texten und einem Hang zu schwarzem Humor. Auf der ersten Single ritzte die Band den Slogan „Wir sind eh besser als EA 80“ in das Vinyl.  Dabei steht jedoch bei Die Strafe eine bewusst dilettantische Vorgehensweise und ein etwas trashiger Sound im Vordergrund. Die Strafe wurde auch dadurch bekannt, dass sie live häufig die Instrumente tauschen. Begründet wird dies damit, dass die Lieder immer von dem Bandmitglied vorgetragen werden, das sie geschrieben hat.

## Diskografie
Alben
- 1995: Strafe muss sein (LP, Beri Beri Records)
- 1996: Henry mit dem Spaten (LP, Beri Beri Records)
- 1999: Strafe muss sein (CD, Beri Beri Records)
- 1999: Henry mit dem Spaten (CD, Beri Beri Records)
- 2008: Schwarz (CD/LP, Beri Beri Records)
- 2015: Krunk (CD/LP, Major Label)

Singles und EPs
- 1994: Die Strafe (7" Vinyl-EP, Eigenproduktion)
- 1996: Live (7" Vinyl-EP, Beri Beri Records)
- 1998: Jeanny (7" Vinyl-Single, Beri Beri Records)
- 1998: Split mit der Band Einleben (7" Vinyl-Single, Beri Beri Records)
- 2010: Split mit der Band EA80 (5" Vinyl-Single, Slowboy)
- 2012: XX – 20 Jahre (10" Vinyl, Beri Beri Records)
- 2017: IIIII IIIII IIIII IIIII IIIII (12" Vinyl-EP mit 3 Liedern auf goldenem Vinyl, Major Label)
- 2019: Split mit der Band Peppone (7" Vinyl-Single, Major Label)